# Guaiacol
El guaiacol es un compuesto orgánico de origen natural cuya fórmula es C6H4(OH)(OCH3), aislado por primera vez por Otto Unverdorben en 1826. Aunque lo biosintetizan diversos organismos, este amarillento aceite aromático deriva habitualmente del guaiacum y de la creosota de madera. Las muestras se oscurecen al exponerse al aire y a la luz. El guaiacol está presente en el humo de leña, como resultado de la pirólisis de la lignina. Este compuesto contribuye como potenciador del sabor (por ejemplo, el café tostado).

## Preparación
El guaiacol se produce por metilación del catecol, usando, por ejemplo, potasa y sulfato de dimetilo:
C6H4(OH)2  +  (CH3O)2SO2  →  C6H4(OH)(OCH3)  +  HO(CH3O)SO2

### Métodos de laboratorio
El guaiacol se puede preparar de diversas maneras en laboratorio.  2-aminoanisol, derivado en dos pasos del anisol, puede hidrolizarse a través de su derivado del diazonio. El guaiacol puede sintetizarse por la dimetilación de catecol, seguido de mono-desmetilación selectiva.
C6H4(OCH3)2  +  C2H5SNa   →  C6H4(OCH3)(ONa)  +  C2H5SCH3

## Usos y reacciones químicas
El guaiacol es un precursor de varios saborizantes, como el eugenol y la vainillina. Se estima que el 85% del suministro mundial del aroma de vainillina proviene del guaiacol. La ruta implica la condensación de ácido glioxílico con guaiacol para dar ácido mandélico, que se oxida para producir ácido fenilglioxílico. Este ácido experimenta una descarboxilación para proporcionar el aroma de vainillina.

## Seguridad
Los metoxifenoles son biomarcadores potenciales de la exposición al humo de biomasa (por ejemplo, de la inhalación del humo de leña). Las fuentes dietéticas de metoxifenoles superan a la contribución por exposición por inhalación de humo de leña.

## Feromona de langosta
El guaiacol se produce en el intestino de las langostas del desierto, Schistocerca gregaria, por la descomposición de material vegetal. Este proceso lo realiza la bacteria Pantoea agglomeransa (Enterobacteria). Es uno de los principales componentes de las feromonas que causan el enjambre de langostas.